# グリーンチーズ (ミサイル)
グリーンチーズ（Green Cheese）は、1950年代に計画されたイギリスの核弾頭を備えたレーダー誘導式対艦戦術ミサイルの計画である。
事の発端は新たに登場したソビエト連邦の新型重巡洋艦である'スヴェルドロフ級巡洋艦'に対し、イギリス海軍が危機感を抱いたことが契機となった。長射程で誘導式のミサイルで攻撃には標的への肉薄攻撃を要する従来の無誘導のレッドエンジェルを置き換える事が想定された。
フェアリー・アビエーションによって艦上哨戒機であるフェアリー ガネットに搭載する予定で開発され、当初は計画の名称はFairey Project 7だった。しかし、ミサイルの3,800 lb (1720 kg)という重量はガネットで運搬するには重すぎ、ガネットの兵装をミサイルの探知装置が発射前に露出するように大幅に改造する必要があった。ミサイルの計画はブラックバーン バッカニアがこのミサイルの計画に理想的な回転式爆弾槽を備えるまで継続された。
計画は1956年に費用の超過により中止され、その時点で(イギリスの軍事科学者であるDr. Robert Cockburnに由来する)Cockburn Cheeseと呼ばれる状態まで到達しており、グリーンフラッシュ計画に置き換えられた。これも同様に中止され、対艦用戦術核ミサイルの概念はWE.177Aに置き換えられた。